# Castillomys rivas
Espèce
Castillomys rivas est une espèce fossile de rongeurs de la famille des Muridae.

## Distribution et époque
Ce muridé a été découvert à la Sierra de Quibas, dans la région de Murcie, en Espagne. Il vivait à l'époque du Pléistocène.

## Taxinomie
Cette espèce a été décrite pour la première fois en 1991 par les naturalistes E. Martín Suárez et Pierre Mein.

## Publication originale
- (en) Martín Suárez et Mein, 1991 : « Revision of the genus Castillomys (Muridae, Rodentia) ». Scripta Geologica, vol. 96, p. 47-81 (texte intégral) (consulté le 23 octobre 2013).